# Prêmios Altın Kelebek
Prêmios Altın Kelebek (em turco: Pantene Altın Kelebek Ödülleri) é uma cerimônia de premiação organizada pelo jornal Hürriyet Daily News. Os vencedores são eleitos por voto popular, e as cerimônias de premiação são transmitidas ao vivo pelo Kanal D e CNN Türk.